# Danny Young
Daniel Richardson "Danny" Young (Raleigh, Carolina del Norte, 26 de julio de 1962) es un exjugador de baloncesto estadounidense que jugó diez temporadas en la NBA, además de hacerlo en la liga francesa y la CBA. Con 1,90 metros de estatura, lo hacía en la posición de escolta.

## Trayectoria deportiva

### Universidad
Jugó durante cuatro temporadas con los Demon Deacons de la Universidad de Wake Forest, en las que promedió 9,6 puntos, 4,0 asistencias y 1,9 rebotes por partido.

#### Estadísticas
| Año     | Equipo      | PJ  | PT | MPP  | %TC  | %3P  | %TL  | RPP | APP | ROB | TPP | PPP  |
| ------- | ----------- | --- | -- | ---- | ---- | ---- | ---- | --- | --- | --- | --- | ---- |
| 1980–81 | Wake Forest | 29  | 0  | 16.9 | .496 | -    | .688 | 1.3 | 1.7 | 1.0 | 0.1 | 5.1  |
| 1981–82 | Wake Forest | 30  | 30 | 31.5 | .508 | -    | .714 | 2.5 | 4.4 | 1.6 | 0.2 | 10.6 |
| 1982–83 | Wake Forest | 31  | 31 | 32.2 | .457 | .370 | .713 | 2.1 | 5.0 | 1.6 | 0.2 | 12.8 |
| 1983–84 | Wake Forest | 32  | 32 | 32.6 | .456 | -    | .707 | 1.8 | 4.9 | 2.2 | 0.3 | 9.6  |
| Total   | Total       | 122 | 93 | 28.5 | .475 | .370 | .708 | 1.9 | 4.0 | 1.6 | 0.2 | 9.6  |

### Profesional
Fue elegido en la trigésimo novena posición del Draft de la NBA de 1984 por Seattle Supersonics, donde tras jugar únicamente 3 partidos en los que promedió 1,3 puntos y 1,0 rebotes, fue despedido, jugando el resto de la temporada con los Wyoming Wildcatters de la CBA. Sin embargo, al año siguiente el nuevo entrenador Bernie Bickerstaff lo repescó para los Sonics, fichando como agente libre. Su primera temporada completa con el equipo fue también la mejor de su carrera a nivel estadístico, repartiéndose los minutos en el puesto de escolta con Al Wood, promediando 6,9 puntos y 3,7 asistencias por partido.
Antes del comienzo de la temporada 1988-89, los Sonics llegan a un acuerdo con Miami Heat para que éstos no elijan a Young en el draft de expansión, concediéndoles una futura segunda ronda del draft a cambio, pero antes del inicio del campeonato es despedido, fichando como agente libre por Portland Trail Blazers. En los Blazers ocupa el puesto de suplente de Terry Porter, jugando tres temporadas. disputó junto a su equipo las Finales de la NBA de 1990 frente a Detroit Pistons, en las que cayeron por 4-1, promediando Young en los cinco partidos 3,0 puntos y 1,6 asistencias.
Tras ser despedido ya avanzada la temporada 1991-92, ficha a los dos días por Los Angeles Clippers, donde acaba la temporada, firmando al año siguiente con Detroit Pistons. Con los Bad Boys juega una temporada como suplente, promediando 2,9 puntos y 1,8 asistencias. Al año siguiente acepta la oferta del CSP Limoges de la liga francesa, con los que disputa la Euroliga, competición que el equipo francés había ganado el año anterior, promediando en la misma 9,8 puntos y 2,1 asistencias.
Regresa al año siguiente a su país, para fichar por Milwaukee Bucks, pero solo disputa 7 partidos antes de ser despedido. Ficha entonces por Los Angeles Lakers,  pero no llega a debutar con el equipo, retirándose definitivamente.

## Estadísticas de su carrera en la NBA

### Temporada regular
| Año     | Equipo      | PJ  | PT | MPP  | %TC  | %3P  | %TL   | RPP | APP | ROB | TPP | PPP |
| ------- | ----------- | --- | -- | ---- | ---- | ---- | ----- | --- | --- | --- | --- | --- |
| 1984–85 | Seattle     | 3   | 0  | 8.7  | .200 | .000 | .000  | 1.0 | 0.7 | 1.0 | 0.0 | 1.3 |
| 1985–86 | Seattle     | 82  | 29 | 23.2 | .506 | .324 | .849  | 1.5 | 3.7 | 1.3 | 0.1 | 6.9 |
| 1986–87 | Seattle     | 73  | 26 | 20.3 | .458 | .367 | .831  | 1.5 | 4.8 | 1.0 | 0.0 | 4.8 |
| 1987–88 | Seattle     | 77  | 0  | 12.3 | .408 | .286 | .811  | 1.0 | 2.8 | 0.7 | 0.0 | 3.2 |
| 1988–89 | Portland    | 48  | 2  | 19.8 | .460 | .340 | .781  | 1.5 | 2.6 | 1.1 | 0.1 | 6.2 |
| 1989–90 | Portland    | 82  | 8  | 17.0 | .421 | .271 | .813  | 1.5 | 2.8 | 1.0 | 0.0 | 4.7 |
| 1990–91 | Portland    | 75  | 1  | 12.0 | .380 | .346 | .911  | 1.0 | 1.9 | 0.7 | 0.1 | 3.8 |
| 1991–92 | Portland    | 18  | 0  | 7.4  | .400 | .300 | .714  | 0.5 | 1.1 | 0.3 | 0.0 | 2.5 |
| 1991–92 | Los Angeles | 44  | 5  | 20.2 | .391 | .333 | .887  | 1.5 | 3.5 | 0.9 | 0.1 | 5.3 |
| 1992–93 | Detroit     | 65  | 2  | 12.9 | .413 | .324 | .875  | 0.7 | 1.8 | 0.5 | 0.1 | 2.9 |
| 1994–95 | Milwaukee   | 7   | 0  | 11.0 | .529 | .417 | 1.000 | 0.7 | 1.7 | 0.6 | 0.0 | 3.4 |
| Total   | Total       | 574 | 73 | 16.6 | .437 | .327 | .835  | 1.2 | 2.9 | 0.9 | 0.1 | 4.6 |

### Playoffs
| Año     | Equipo      | PJ | PT | MPP  | %TC  | %3P  | %TL   | RPP | APP | ROB | TPP | PPP |
| ------- | ----------- | -- | -- | ---- | ---- | ---- | ----- | --- | --- | --- | --- | --- |
| 1986–87 | Seattle     | 14 | 0  | 14.9 | .404 | .313 | 1.000 | 1.1 | 3.4 | 1.1 | 0.0 | 4.1 |
| 1987–88 | Seattle     | 5  | 0  | 19.0 | .524 | .000 | 1.000 | 2.0 | 3.8 | 0.4 | 0.4 | 6.4 |
| 1988–89 | Portland    | 3  | 1  | 22.0 | .462 | .375 | .500  | 2.7 | 4.0 | 0.3 | 0.0 | 9.3 |
| 1989–90 | Portland    | 21 | 0  | 14.0 | .389 | .379 | .704  | 1.4 | 1.5 | 0.7 | 0.1 | 4.1 |
| 1990–91 | Portland    | 7  | 0  | 5.1  | .545 | .000 | .000  | 0.0 | 1.0 | 0.0 | 0.0 | 1.7 |
| 1991–92 | Los Angeles | 3  | 0  | 3.7  | .500 | .000 | .000  | 0.0 | 0.3 | 0.0 | 0.0 | 1.3 |
| Total   | Total       | 53 | 1  | 13.4 | .430 | .322 | .816  | 1.2 | 2.2 | 0.6 | 0.1 | 4.1 |